# 瓦索伊
瓦索伊，是匈牙利维斯普雷姆州所辖的一个村，总面积8.55平方公里，总人口199，人口密度23.3人/平方公里（2010年1月1日）。